# Aeropuerto Internacional de Dubái

Mapa del aeropuerto

El Aeropuerto Internacional de Dubái (IATA: DXB, OACI: OMDB) es una terminal aérea localizada en la ciudad de Dubái, en los Emiratos Árabes Unidos. Se trata de un importante centro de transporte aéreo en el Medio Oriente, y es el principal aeropuerto de Dubái. Se encuentra en el distrito de Al Garhoud, a 4 km (2,5 millas) al sureste de Dubái.
Este aeropuerto es la base principal de la aerolínea Emirates y Emirates SkyCargo, la aerolínea más grande en el Medio Oriente, Emirates maneja el 60% de todo el tráfico de pasajeros, y representa el 38% de todos los movimientos de aeronaves en el aeropuerto. Aeropuerto de Dubái es también la base para la aerolínea de bajo costo, Flydubai. A partir de julio de 2010, hay más de 6000 vuelos semanales operados por 130 aerolíneas a más de 215 destinos en todos los continentes excepto la Antártida.
En 2011 DXB manejó un registro de 50,98 millones de pasajeros, un aumento del 8% respecto al año fiscal 2010. Esto hizo que el aeropuerto fuera el 13 más ocupado en el mundo por tráfico de pasajeros y el cuarto aeropuerto más ocupado del mundo por tráfico internacional de pasajeros. Además de ser un centro importante del tráfico de pasajeros, el aeropuerto fue el sexto aeropuerto con más tráfico de carga en el mundo, manejo 3,27 millones de toneladas de carga en el año 2011. El número total de movimientos de aviones comerciales en 2011 fue 360.317. A partir de enero de 2012, DXB es el sexto aeropuerto más ocupado del mundo por el tráfico de carga, y el aeropuerto 14 más ocupado en el mundo por tráfico de pasajeros. A causa de la gran cantidad de tiendas en el aeropuerto, este lugar es considerado el mayor en ventas libres de impuestos en el país, aunque de hecho los precios son más altos que en otros aeropuertos del mundo. 
El arquitecto encargado de esta majestuosa obra de arte es el francés Paul Andreu
El Aeropuerto Internacional de Dubái será complementado con el Aeropuerto Internacional Al Maktoum, un nuevo aeropuerto de 140 km² que ayudará a manejar el flujo de pasajeros en el futuro.
Con una inversión de US$4500 millones, la Terminal 3 se abrió el 14 de octubre de 2008 y fue construida exclusivamente para el uso de Emirates. El Hall 3 también es parte de la Terminal 3 y se esperó que esté terminado para el año 2012. fue                              construido exclusivamente para el Airbus A380 de Emirates. La Terminal 3 es el segundo edificio más grande del mundo por superficie y la terminal de aeropuerto más grande del mundo; gracias a ella aumentó la capacidad total del aeropuerto a más de 62 millones de pasajeros. La capacidad del aeropuerto aumentó a más de 80 millones de pasajeros al año a finales de 2012, cuando el Hall 3 se abrió.

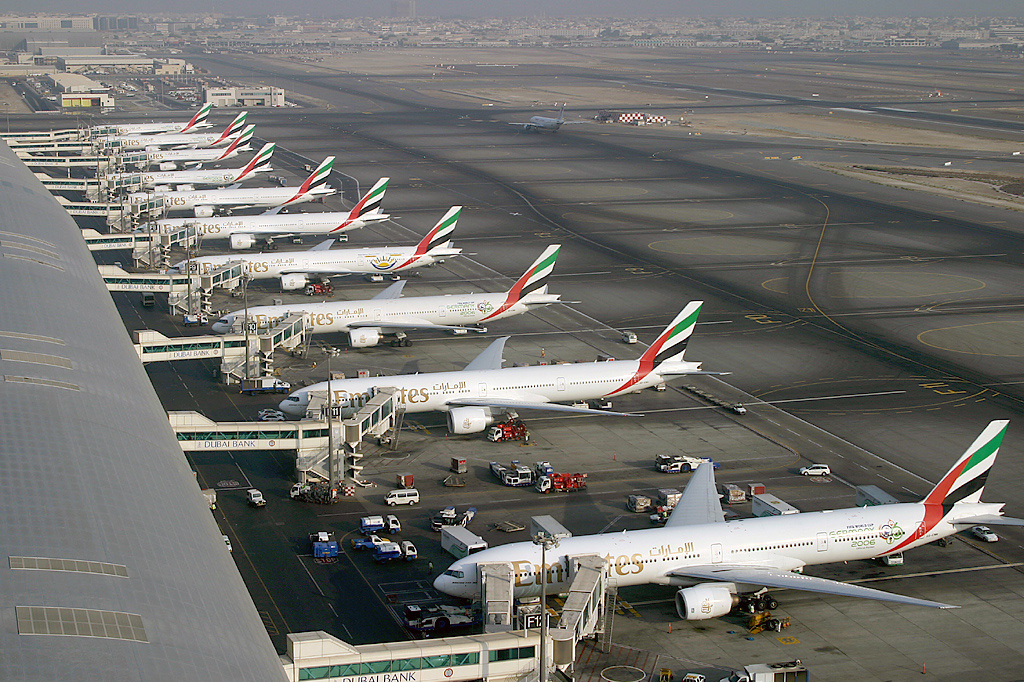
Aviones de Emirates estacionados en la terminal 1

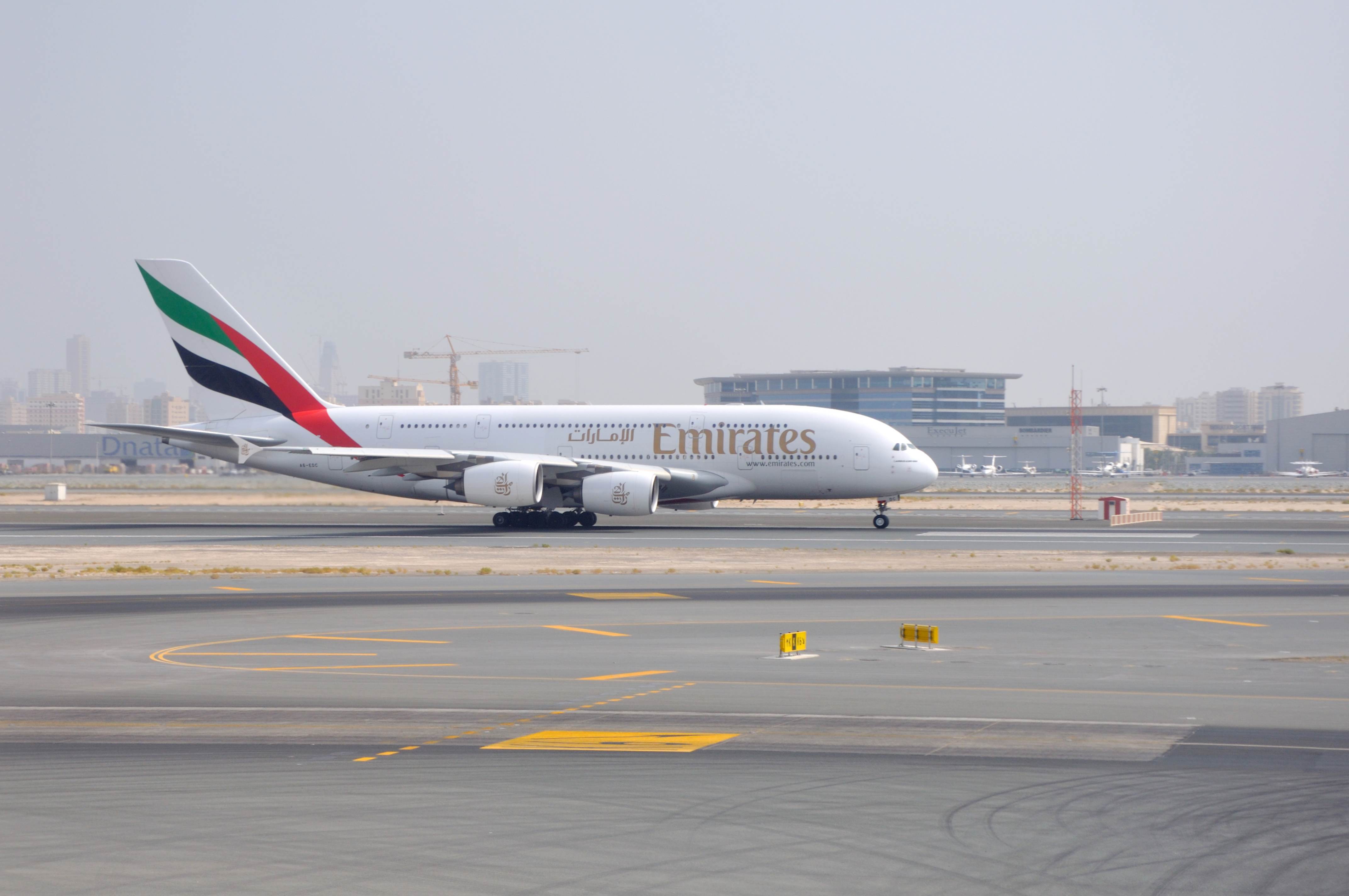
Airbus A380-800 de Emirates despegando de la pista 12-R

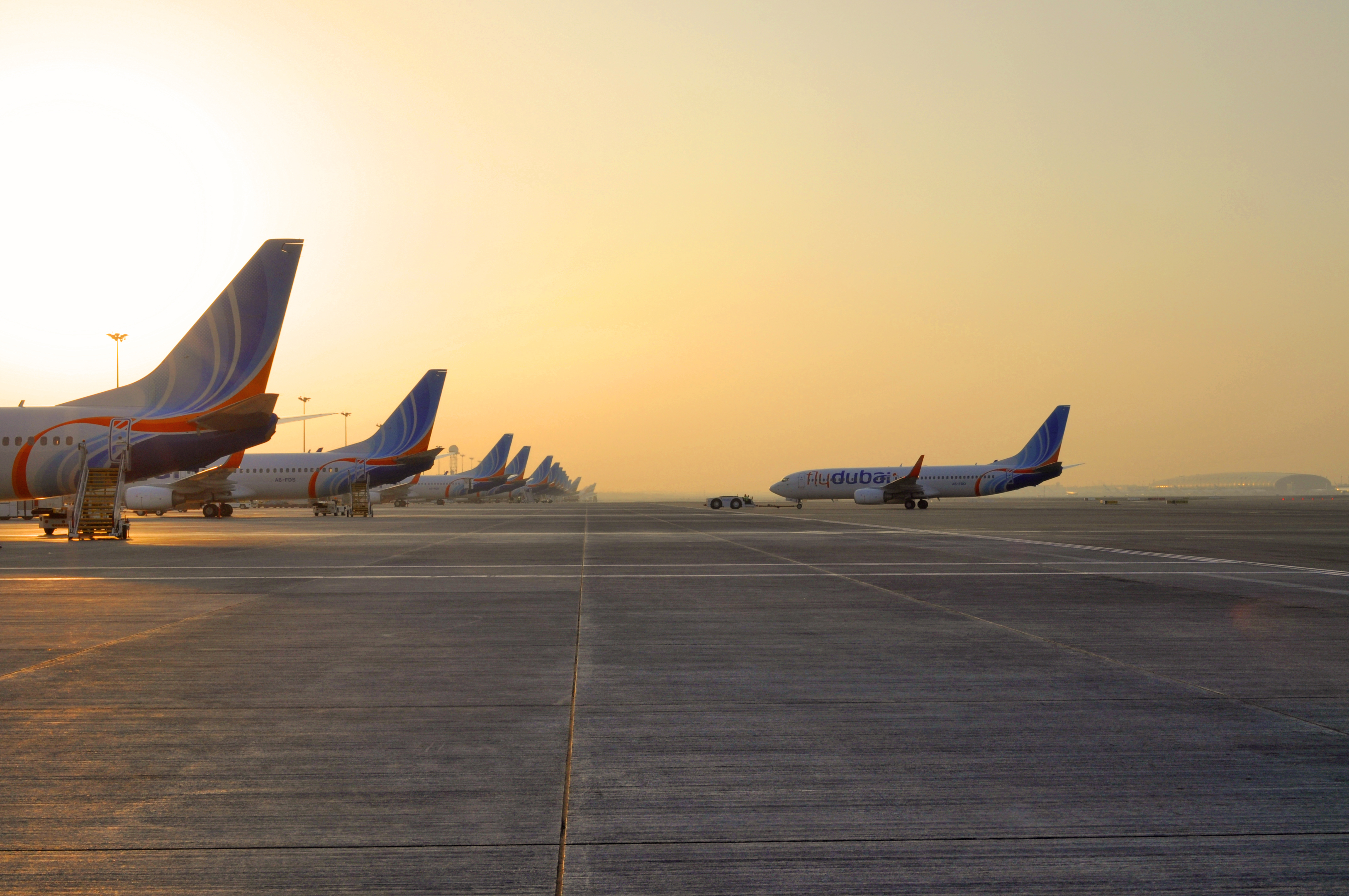
Aviones de flydubai en la Terminal 2.

## Tráfico aéreo

### Principales aerolíneas con base en el aeropuerto

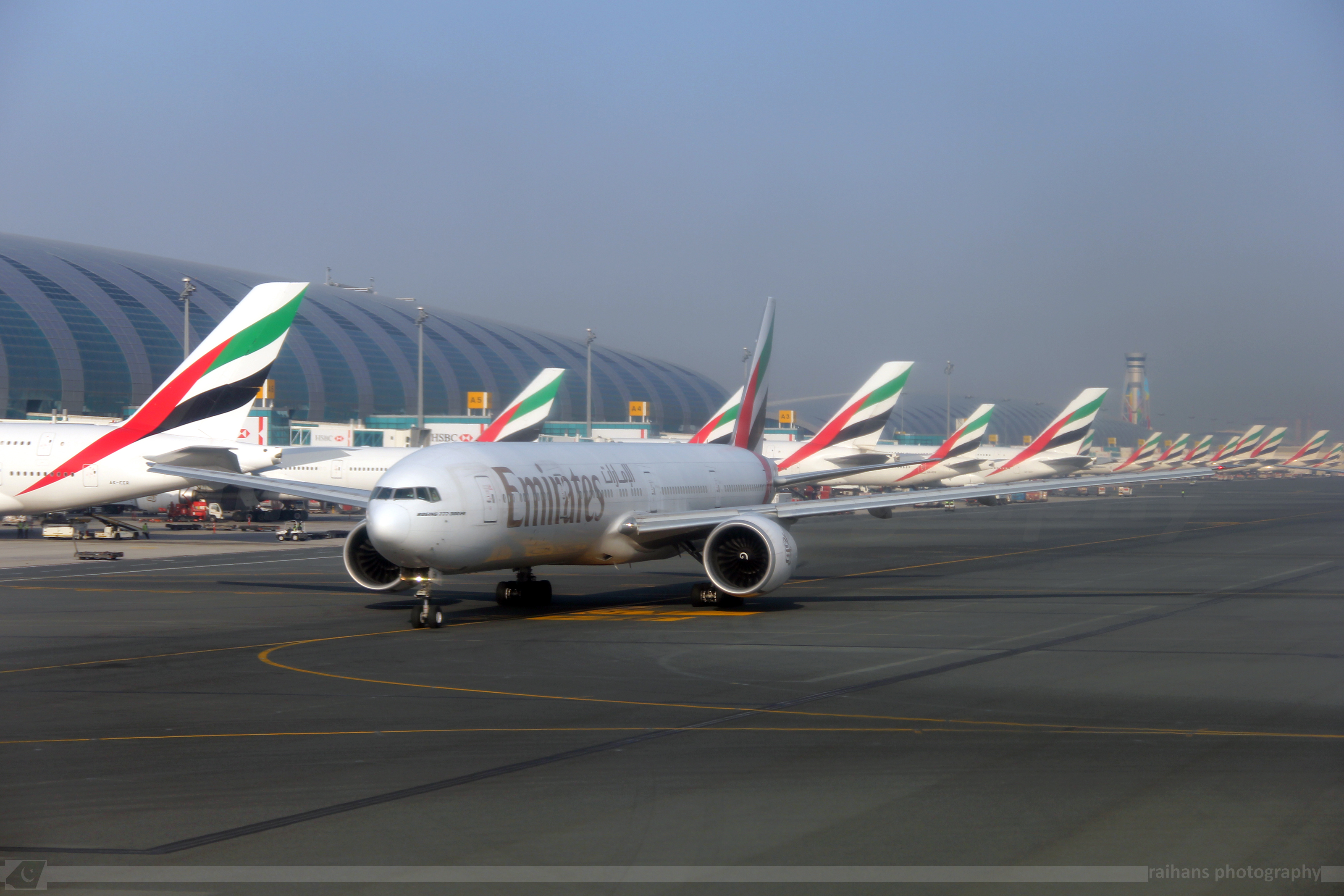
Emirates operations at Dubai International

- Emirates es la aerolínea que más vuelos opera en el aeropuerto con una flota de unos 200 aeronaves Boeing y Airbus albergadas en el aeropuerto internacional de Dubái. La aerolínea ofrece vuelos regulares a Oriente Medio, África, Asia, Europa, Norteamérica, Sudamérica, Australia y Nueva Zelanda. Esta opera en la Terminal 3 en los Vestíbulos A, B and C.[2]
- Emirates SkyCargo, una subsidiaria de Emirates, opera vuelos de mercancías entre Dubái y el resto del mundo.[3]
- Flydubai, una aerolínea lowcost que dispone de una flota de 100 aeronaves que realizan vuelos comerciales entre Dubái y Oriente Medio, África, Europa y el sur de Asia. Opera en la Terminal 2[4] y, desde diciembre de 2018, también desde la Terminal 3 para algunos destinos específicos.[5][6]

El vuelo recreativo se realiza por parte del Dubai Aviation Club quien proporciona formación aérea para aeronaves privadas y brinda servicios a los dueños privados.
El Gobierno de Dubái proporciona servicios de búsqueda y salvamento, apoyo policial, evacuación médica y vuelos para otros propósitos, así como todos los vuelos VIP al aeropuerto.

## Información

### Datos sobre el Aeropuerto Internacional de Dubái
- La aerolínea con más atención en el DXB es  Emirates, la aerolínea nacional de Emiratos Árabes Unidos.
- El número de ciudades conectadas por vuelos directos con el DXB es de 145, a fecha de 4 de mayo del 2014.[9]
- Existe un aeropuerto secundario (Aeropuerto Al Maktoum).

### En televisión
En 2013, el Aeropuerto Internacional de Dubái apareció en una serie documental llamada Ultimate Airport Dubai que se emitió en el canal National Geographic Channel y fue producida por Arrow Media y National Geographic Channels International. El documental se centró en las operaciones diarias del aeropuerto. La serie regresó para una segunda temporada en 2014 y una tercera en 2015.

## Resumen del Aeropuerto DXB
El Aeropuerto Internacional de Dubái (Código IATA: DXB) consta de tres terminales principales, divididas en cuatro concursos. Las Terminales 1 y 3 atienden principalmente a pasajeros internacionales y están conectadas directamente con la zona de tránsito.
La Terminal 2 se enfoca en vuelos regionales del Golfo Pérsico y está situada en el lado opuesto de las pistas de aterrizaje. La Terminal 1 alberga el Concurso D, mientras que la Terminal 3 se divide en los Concurso A, B y C.
Mientras que la Terminal 3 presume de arquitectura y comodidades modernas, las Terminales 1 y 2 se quedan atrás en términos de instalaciones. A menudo escuchamos quejas sobre estas dos, así que ajusta tus expectativas en consecuencia.
En cuanto a conveniencia, estás cubierto. Te espera una amplia variedad de tiendas, restaurantes y otros servicios, y la mayoría de los puntos de comida operan las 24 horas.
WiFi gratuito y numerosas estaciones de carga para móviles están dispersas por todo el aeropuerto. Los pasajeros de clase económica tienen la opción de acceder a varias salas VIP de pago, algunas incluso ofrecen duchas. Para un desglose detallado de las salas, incluidas ubicaciones y tarifas, consulta la sección de Salas VIP en la guía a continuación.

### Qué esperar en cada Terminal

#### Terminal 1 – Concurso D Enfoque
Principalmente Pasajeros Internacionales Instalaciones: La Terminal 1 es la parte más antigua del aeropuerto y tiene un solo concurso, el Concurso D. Espera una gama de servicios básicos de aeropuerto aquí, pero ten en cuenta que la terminal no está tan actualizada como la Terminal 3.
Aunque las instalaciones pueden no ser de primera categoría, hay una selección razonable de opciones de restaurantes y tiendas para elegir.

#### Terminal 2 Enfoque
Pasajeros Regionales del Golfo Pérsico Instalaciones: La Terminal 2 está situada en el otro lado de las pistas y se especializa en vuelos regionales dentro del área del Golfo Pérsico.
La terminal es más antigua y menos moderna que la Terminal 3. Si te encuentras aquí, reduce tus expectativas para instalaciones y servicios, aunque hay opciones básicas de restaurantes y tiendas disponibles.

#### Terminal 3 – Concurso A, B y C Enfoque
Principalmente Pasajeros Internacionales Instalaciones: La Terminal 3 es donde el Aeropuerto Internacional de Dubái brilla. Dividida en los Concurso A, B y C, es una vitrina de arquitectura moderna y comodidades avanzadas.
Encontrarás un amplio espectro de opciones gastronómicas, desde comida rápida hasta experiencias gourmet, así como una diversa gama de tiendas. Salas VIP de alta calidad, algunas con duchas, están accesibles aquí, especialmente para los pasajeros que vuelan con Emirates u otras aerolíneas de primera línea.

### Destinos internacionales
| Ciudades por países       | Nombre del aeropuerto                                           | Aerolíneas                                                      |
| África                    | África                                                          | África                                                          |
| ------------------------- | --------------------------------------------------------------- | --------------------------------------------------------------- |
| Angola                    |                                                                 |                                                                 |
| Luanda                    | Aeropuerto Internacional Quatro de Fevereiro                    | Emirates                                                        |
| Argelia                   |                                                                 |                                                                 |
| Argel                     | Aeropuerto Internacional Houari Boumedienne                     | Air Algérie operado por Hi Fly Malta / Emirates                 |
| Costa de Marfil           |                                                                 |                                                                 |
| Abiyán                    | Aeropuerto Internacional Félix Houphouët-Boigny                 | Emirates                                                        |
| Egipto                    |                                                                 |                                                                 |
| Alejandría                | Aeropuerto Internacional de Alejandría                          | Egypt Air / flydubai                                            |
| El Cairo                  | Aeropuerto Internacional de El Cairo                            | Emirates / Egypt Air                                            |
| Guiza                     | Aeropuerto Internacional Esfinge                                | flydubai                                                        |
| Suhag                     | Aeropuerto Internacional de Suhag                               | flydubai                                                        |
| Eritrea                   |                                                                 |                                                                 |
| Asmara                    | Aeropuerto Internacional de Asmara                              | flydubai                                                        |
| Etiopía                   |                                                                 |                                                                 |
| Adís Abeba                | Aeropuerto Internacional Bole                                   | Emirates / Ethiopian / flydubai                                 |
| Ghana                     |                                                                 |                                                                 |
| Acra                      | Aeropuerto Internacional Kotoka                                 | Emirates                                                        |
| Guinea                    |                                                                 |                                                                 |
| Conakri                   | Aeropuerto Internacional de Conakri                             | Emirates                                                        |
| Kenia                     |                                                                 |                                                                 |
| Mombasa                   | Aeropuerto Internacional Moi                                    | flydubai                                                        |
| Nairobi                   | Aeropuerto Internacional Jomo Kenyatta                          | Emirates / Kenya Airways operado por Hi Fly Malta               |
| Mauricio                  |                                                                 |                                                                 |
| Port Louis                | Aeropuerto Internacional de Mauricio                            | Emirates                                                        |
| Marruecos                 |                                                                 |                                                                 |
| Casablanca                | Aeropuerto Internacional Mohámmed V                             | Emirates / Royal Air Maroc                                      |
| Senegal                   |                                                                 |                                                                 |
| Dakar                     | Aeropuerto Internacional Blaise Diagne                          | Emirates                                                        |
| Seychelles                |                                                                 |                                                                 |
| Mahé                      | Aeropuerto Internacional de Seychelles                          | Emirates                                                        |
| Somalia                   |                                                                 |                                                                 |
| Hargeisa                  | Aeropuerto Internacional de Hargeisa                            | flydubai                                                        |
| Mogadiscio                | Aeropuerto Internacional Aden Adde                              | Daallo Airlines / flydubai / Jubba Airways                      |
| Sudáfrica                 |                                                                 |                                                                 |
| Ciudad del Cabo           | Aeropuerto Internacional de Ciudad del Cabo                     | Emirates                                                        |
| Durban                    | Aeropuerto Internacional Rey Shaka                              | Emirates                                                        |
| Johannesburgo             | Aeropuerto Internacional de Johannesburgo-Oliver Reginald Tambo | Emirates                                                        |
| Sudán del Sur             |                                                                 |                                                                 |
| Yuba                      | Aeropuerto Internacional de Yuba                                | flydubai                                                        |
| Tanzania                  |                                                                 |                                                                 |
| Dar es Salaam             | Aeropuerto Internacional Julius Nyerere                         | Emirates / Flydubai                                             |
| Kilimanjaro               | Aeropuerto Internacional del Kilimanjaro                        | flydubai                                                        |
| Zanzíbar                  | Aeropuerto Internacional de Zanzíbar                            | flydubai                                                        |
| Túnez                     |                                                                 |                                                                 |
| Túnez                     | Aeropuerto Internacional de Túnez-Cartago                       | Emirates                                                        |
| Uganda                    |                                                                 |                                                                 |
| Entebbe                   | Aeropuerto Internacional de Entebbe                             | Emirates / Flydubai / Uganda Airlines                           |
| Yibuti                    |                                                                 |                                                                 |
| Yibuti                    | Aeropuerto Internacional de Yibuti-Ambouli                      | flydubai                                                        |
| Zambia                    |                                                                 |                                                                 |
| Lusaka                    | Aeropuerto Internacional de Lusaka                              | Emirates                                                        |
| Zimbabue                  |                                                                 |                                                                 |
| Harare                    | Aeropuerto Internacional de Harare                              | Emirates                                                        |
| Norteamérica              |                                                                 |                                                                 |
| Canadá                    |                                                                 |                                                                 |
| Montreal                  | Aeropuerto Internacional Pierre Elliott Trudeau                 | Emirates                                                        |
| Toronto                   | Aeropuerto Internacional Toronto Pearson                        | Air Canada / Emirates                                           |
| Estados Unidos            |                                                                 |                                                                 |
| Boston                    | Aeropuerto Internacional Logan                                  | Emirates                                                        |
| Chicago                   | Aeropuerto Internacional O'Hare                                 | Emirates                                                        |
| Dallas                    | Aeropuerto Internacional de Dallas-Fort Worth                   | Emirates                                                        |
| Houston                   | Aeropuerto Intercontinental George Bush                         | Emirates \|                                                     |
| Los Ángeles               | Aeropuerto Internacional de Los Ángeles                         | Emirates                                                        |
| Miami                     | Aeropuerto Internacional de Miami                               | Emirates                                                        |
| Newark                    | Aeropuerto Internacional Libertad de Newark                     | Emirates (Vía ATH) / United Airlines                            |
| Nueva York                | Aeropuerto Internacional John F. Kennedy                        | Emirates (Directo o Vía MXP)                                    |
| Orlando                   | Aeropuerto Internacional de Orlando                             | Emirates                                                        |
| San Francisco             | Aeropuerto Internacional de San Francisco                       | Emirates                                                        |
| Seattle                   | Aeropuerto Internacional de Seattle-Tacoma                      | Emirates                                                        |
| Washington D. C.          | Aeropuerto Internacional de Washington-Dulles                   | Emirates                                                        |
| México                    |                                                                 |                                                                 |
| Ciudad de México          | Aeropuerto Internacional de la Ciudad de México                 | Emirates (Vía BCN)                                              |
| Sudamérica                |                                                                 |                                                                 |
| Argentina                 |                                                                 |                                                                 |
| Buenos Aires              | Aeropuerto Internacional Ministro Pistarini                     | Emirates (Vía GIG)                                              |
| Brasil                    |                                                                 |                                                                 |
| Río de Janeiro            | Aeropuerto Internacional de Galeão                              | Emirates                                                        |
| São Paulo                 | Aeropuerto Internacional de São Paulo-Guarulhos                 | Emirates                                                        |
| Colombia                  |                                                                 |                                                                 |
| Bogotá                    | Aeropuerto Internacional El Dorado                              | Emirates (Vía MIA)                                              |
| Asia                      |                                                                 |                                                                 |
| Afganistán                |                                                                 |                                                                 |
| Kabul                     | Aeropuerto Internacional Hamid Karzai                           | Ariana Afghan Airlines / flydubai / Kam Air                     |
| Arabia Saudita            |                                                                 |                                                                 |
| Abha                      | Aeropuerto de Abha                                              | flydubai                                                        |
| Al-Ula                    | Aeropuerto Nacional Príncipe Abdul Majeed bin Abdulaziz         | flydubai                                                        |
| Casim                     | Aeropuerto Internacional Príncipe Naif bin Abdulaziz            | flydubai                                                        |
| Dammam                    | Aeropuerto Internacional de Dammam-Rey Fahd                     | Emirates / flydubai                                             |
| Hail                      | Aeropuerto de Hail                                              | flydubai                                                        |
| Hofuf                     | Aeropuerto de Hofuf                                             | flydubai                                                        |
| Jizán                     | Aeropuerto de Jizán                                             | flydubai                                                        |
| Mar Rojo                  | Aeropuerto Internacional de Mar Rojo                            | Flydubai                                                        |
| Medina                    | Aeropuerto Príncipe Mohammad Bin Abdulaziz                      | Emirates / flydubai                                             |
| Naŷrán                    | Aeropuerto de Naŷrán                                            | flydubai                                                        |
| Neom                      | Aeropuerto de Neom Bay                                          | flydubai                                                        |
| Qaisumah                  | Aeropuerto de Qaisumah                                          | flydubai                                                        |
| Riad                      | Aeropuerto Internacional Rey Khalid                             | Emirates / flydubai / Saudia                                    |
| Tabuk                     | Aeropuerto Regional de Tabuk                                    | flydubai                                                        |
| Taif                      | Aeropuerto Regional de Taif                                     | flydubai                                                        |
| Yeda                      | Aeropuerto Internacional Rey Abdulaziz                          | Emirates / flydubai / Saudia                                    |
| Armenia                   |                                                                 |                                                                 |
| Ereván                    | Aeropuerto Internacional de Zvartnots                           | flydubai                                                        |
| Azerbaiyán                |                                                                 |                                                                 |
| Bakú                      | Aeropuerto Internacional Heydar Aliyev                          | Azerbaijan Airlines / flydubai                                  |
| Qabala                    | Aeropuerto Internacional de Qabala                              | flydubai (Estacional)                                           |
| Bangladés                 |                                                                 |                                                                 |
| Chittagong                | Aeropuerto Internacional Shah Amanat                            | Biman Bangladesh Airlines / flydubai                            |
| Daca                      | Aeropuerto Internacional de Daca-Hazrat Shahjalal               | Biman Bangladesh Airlines / Emirates / flydubai                 |
| Baréin                    |                                                                 |                                                                 |
| Manama                    | Aeropuerto Internacional de Baréin                              | Emirates / flydubai / Gulf Air                                  |
| Birmania                  |                                                                 |                                                                 |
| Rangún                    | Aeropuerto Internacional de Rangún                              | flydubai                                                        |
| Brunéi                    |                                                                 |                                                                 |
| Bandar Seri Begawan       | Aeropuerto Internacional de Brunéi                              | Royal Brunei Airlines                                           |
| Camboya                   |                                                                 |                                                                 |
| Nom Pen                   | Aeropuerto Internacional de Nom Pen                             | Emirates (Vía BKK)                                              |
| Siem Reap                 | Aeropuerto Internacional de Angkor                              | Emirates (Inicia 3 de junio de 2025) (Vía BKK)                  |
| Catar                     |                                                                 |                                                                 |
| Doha                      | Aeropuerto Internacional Hamad                                  | flydubai / Qatar Airways                                        |
| China                     |                                                                 |                                                                 |
| Cantón                    | Aeropuerto Internacional de Cantón-Baiyun                       | Emirates / China Southern Airlines                              |
| Chengdu                   | Aeropuerto Internacional de Chengdu-Shuangliu                   | Sichuan Airlines                                                |
| Chongqing                 | Aeropuerto Internacional de Chongqing-Jiangbei                  | Air China                                                       |
| Kunming                   | Aeropuerto Internacional de Kunming-Changshui                   | China Eastern Airlines                                          |
| Pekín                     | Aeropuerto Internacional de Pekín-Capital                       | Air China / Emirates                                            |
| Qingdao                   | Aeropuerto Internacional de Qingdao-Liuting                     | China Eastern Airlines                                          |
| Shanghái                  | Aeropuerto Internacional de Shanghái-Pudong                     | China Eastern Airlines / Emirates                               |
| Shenzhen                  | Aeropuerto Internacional de Shenzhen-Bao'an                     | Emirates (Inicia 1 de julio de 2025) / China Southern Airlines  |
| Urumchi                   | Aeropuerto Internacional de Urumchi-Diwopu                      | China Southern Airlines                                         |
| Wuhan                     | Aeropuerto Internacional de Wuhan-Tianhe                        | China Southern Airlines                                         |
| Xi'an                     | Aeropuerto Internacional de Xi'an-Xianyang                      | China Eastern Airlines                                          |
| Yinchuan                  | Aeropuerto Internacional de Yinchuan-Hedong                     | Sichuan Airlines                                                |
| Chipre                    |                                                                 |                                                                 |
| Lárnaca                   | Aeropuerto Internacional de Lárnaca                             | Emirates                                                        |
| Corea del Sur             |                                                                 |                                                                 |
| Seúl                      | Aeropuerto Internacional de Incheon                             | Emirates / Korean Air                                           |
| Filipinas                 |                                                                 |                                                                 |
| Ángeles                   | Aeropuerto Internacional de Clark                               | Emirates                                                        |
| Cebú                      | Aeropuerto Internacional de Mactán-Cebú                         | Emirates                                                        |
| Manila                    | Aeropuerto Internacional Ninoy Aquino                           | Cebu Pacific / Emirates / Philippine Airlines                   |
| Georgia                   |                                                                 |                                                                 |
| Batumi                    | Aeropuerto Internacional Batumi                                 | flydubai (Estacional)                                           |
| Kutaisi                   | Aeropuerto de Kopitnari                                         | flydubai (Estacional)                                           |
| Tiflis                    | Aeropuerto Internacional de Tiflis                              | flydubai                                                        |
| Hong Kong                 |                                                                 |                                                                 |
| Hong Kong                 | Aeropuerto Internacional de Hong Kong                           | Cathay Pacific / Emirates (Directo o vía BKK)                   |
| India                     |                                                                 |                                                                 |
| Ahmedabad                 | Aeropuerto Internacional Sardar Vallabhbhai Patel               | Emirates / flydubai                                             |
| Amritsar                  | Aeropuerto Internacional Sri Guru Ram Dass Jee                  | SpiceJet                                                        |
| Bangalore                 | Aeropuerto Internacional Kempegowda                             | Emirates / IndiGo                                               |
| Bombay                    | Aeropuerto Internacional Chhatrapati Shivaji                    | Air India / Emirates / flydubai                                 |
| Calcuta                   | Aeropuerto Internacional Netaji Subhash Chandra Bose            | Emirates / flydubai                                             |
| Chennai                   | Aeropuerto Internacional de Chennai                             | Emirates / flydubai                                             |
| Cochín                    | Aeropuerto de Cochin                                            | Emirates / flydubai                                             |
| Delhi                     | Aeropuerto Internacional Indira Gandhi                          | Air India / Emirates / Flydubai                                 |
| Hyderabad                 | Aeropuerto Internacional de Hyderabad                           | Air India / Emirates / flydubai                                 |
| Kozhikode                 | Aeropuerto Internacional de Calicut                             | Air India Express / flydubai / IndiGo / SpiceJet                |
| Lucknow                   | Aeropuerto Internacional Chaudhary Charan Singh                 | flydubai                                                        |
| Madurai                   | Aeropuerto de Madurai                                           | SpiceJet                                                        |
| Thiruvananthapuram        | Aeropuerto de Trivandrum                                        | Air India Express / Emirates                                    |
| Indonesia                 |                                                                 |                                                                 |
| Denpasar                  | Aeropuerto Internacional Ngurah Rai                             | Emirates                                                        |
| Yakarta                   | Aeropuerto Internacional Soekarno-Hatta                         | Emirates                                                        |
| Irak                      |                                                                 |                                                                 |
| Bagdad                    | Aeropuerto Internacional de Bagdad                              | Emirates / flydubai / Iraqi Airways                             |
| Basora                    | Aeropuerto Internacional de Basora                              | Emirates / flydubai                                             |
| Erbil                     | Aeropuerto Internacional de Erbil                               | Emirates / flydubai / Iraqi Airways                             |
| Nayaf                     | Aeropuerto Internacional de Nayaf                               | flydubai                                                        |
| Solimania                 | Aeropuerto Internacional de Suleimaniya                         | flydubai                                                        |
| Irán                      |                                                                 |                                                                 |
| Bandar Abbás              | Aeropuerto de Bandar Abbás                                      | flydubai / Qeshm Air                                            |
| Isfahán                   | Aeropuerto de Isfahán                                           | flydubai / Iran Air                                             |
| Lar                       | Aeropuerto Internacional de Larestan                            | flydubai                                                        |
| Mashhad                   | Aeropuerto Internacional de Mashhad                             | flydubai                                                        |
| Shiraz                    | Aeropuerto de Shiraz                                            | flydubai / Iran Air                                             |
| Teherán                   | Aeropuerto Internacional Imán Jomeiní                           | Emirates / flydubai / Iran Airtour / Mahan Air                  |
| Israel                    |                                                                 |                                                                 |
| Tel Aviv                  | Aeropuerto Internacional Ben Gurión                             | Arkia / Emirates flydubai                                       |
| Japón                     |                                                                 |                                                                 |
| Osaka                     | Aeropuerto Internacional de Kansai                              | Emirates                                                        |
| Tokio                     | Aeropuerto Internacional de Haneda                              | Emirates                                                        |
| Tokio                     | Aeropuerto Internacional de Narita                              | Emirates                                                        |
| Jordania                  |                                                                 |                                                                 |
| Amán                      | Aeropuerto Internacional de la Reina Alia                       | Emirates / flydubai / Royal Jordanian                           |
| Kazajistán                |                                                                 |                                                                 |
| Almaty                    | Aeropuerto Internacional de Almaty                              | Air Astana / flydubai                                           |
| Astaná                    | Aeropuerto Internacional Nursultán Nazarbáyev                   | Air Astana / flydubai                                           |
| Shymkent                  | Aeropuerto Internacional de Shymkent                            | flydubai / FlyArystan                                           |
| Kirguistán                |                                                                 |                                                                 |
| Biskek                    | Aeropuerto Internacional de Biskek                              | flydubai                                                        |
| Kuwait                    |                                                                 |                                                                 |
| Ciudad de Kuwait          | Aeropuerto Internacional de Kuwait                              | Emirates / flydubai / Kuwait Airways                            |
| Líbano                    |                                                                 |                                                                 |
| Beirut                    | Aeropuerto Internacional Rafic Hariri                           | Emirates / flydubai / Middle East Airlines                      |
| Malasia                   |                                                                 |                                                                 |
| Kuala Lumpur              | Aeropuerto Internacional de Kuala Lumpur                        | Emirates                                                        |
| Langkawi                  | Aeropuerto Internacional de Langkawi                            | flydubai                                                        |
| Penang                    | Aeropuerto Internacional de Penang                              | flydubai                                                        |
| Maldivas                  |                                                                 |                                                                 |
| Malé                      | Aeropuerto Internacional de Malé                                | Emirates / flydubai                                             |
| Nepal                     |                                                                 |                                                                 |
| Katmandú                  | Aeropuerto Internacional de Katmandú                            | flydubai / Nepal Airlines                                       |
| Omán                      |                                                                 |                                                                 |
| Mascate                   | Aeropuerto Internacional de Mascate                             | Emirates / flydubai / Oman Air                                  |
| Salalah                   | Aeropuerto de Salalah                                           | flydubai                                                        |
| Sohar                     | Aeropuerto Internacional de Sohar                               | flydubai                                                        |
| Pakistán                  |                                                                 |                                                                 |
| Faisalabad                | Aeropuerto Internacional de Faisalabad                          | flydubai                                                        |
| Islamabad                 | Nuevo Aeropuerto Internacional de Islamabad                     | Airblue / Emirates / Pakistan International Airlines            |
| Karachi                   | Aeropuerto Internacional de Karachi                             | Airblue / Emirates / flydubai / Pakistan International Airlines |
| Lahore                    | Aeropuerto Internacional de Lahore                              | Airblue / Emirates / Pakistan International Airlines            |
| Multan                    | Aeropuerto Internacional de Multan                              | flydubai                                                        |
| Peshawar                  | Aeropuerto de Peshawar                                          | Emirates / Pakistan International Airlines                      |
| Quetta                    | Aeropuerto Internacional de Quetta                              | flydubai                                                        |
| Sialkot                   | Aeropuerto Internacional de Sialkot                             | Emirates / flydubai                                             |
| Singapur                  |                                                                 |                                                                 |
| Singapur                  | Aeropuerto Internacional Changi                                 | Emirates / Singapore Airlines                                   |
| Siria                     |                                                                 |                                                                 |
| Damasco                   | Aeropuerto Internacional de Damasco                             | Syrian Air                                                      |
| Sri Lanka                 |                                                                 |                                                                 |
| Colombo                   | Aeropuerto Internacional Bandaranaike                           | Emirates / flydubai / SriLankan Airlines                        |
| Tailandia                 |                                                                 |                                                                 |
| Bangkok                   | Aeropuerto Internacional Suvarnabhumi                           | Emirates                                                        |
| Krabi                     | Aeropuerto de Krabi                                             | flydubai                                                        |
| Pattaya                   | Aeropuerto Internacional de U-Tapao                             | flydubai                                                        |
| Phuket                    | Aeropuerto Internacional de Phuket                              | Emirates                                                        |
| Taiwán                    |                                                                 |                                                                 |
| Taipéi                    | Aeropuerto Internacional de Taiwán Taoyuan                      | Emirates                                                        |
| Tayikistán                |                                                                 |                                                                 |
| Dusambé                   | Aeropuerto Internacional de Dusambé                             | flydubai / Somon Air                                            |
| Turkmenistán              |                                                                 |                                                                 |
| Asjabad                   | Aeropuerto Internacional de Asjabad                             | flydubai / Turkmenistan Airlines                                |
| Turquía                   |                                                                 |                                                                 |
| Ankara                    | Aeropuerto Internacional Esenboğa                               | flydubai                                                        |
| Bodrum                    | Aeropuerto de Milas-Bodrum                                      | flydubai (Estacional) \|                                        |
| Estambul                  | Aeropuerto de Estambul                                          | Emirates / flydubai / Turkish Airlines                          |
| Trebisonda                | Aeropuerto de Trebisonda                                        | flydubai (Estacional)                                           |
| Uzbekistán                |                                                                 |                                                                 |
| Namangán                  | Aeropuerto de Namangán                                          | flydubai                                                        |
| Samarcanda                | Aeropuerto Internacional de Samarcanda                          | flydubai                                                        |
| Taskent                   | Aeropuerto Internacional de Taskent                             | flydubai / Uzbekistan Airways / Centrum Air                     |
| Vietnam                   |                                                                 |                                                                 |
| Ciudad Ho Chi Minh        | Aeropuerto Internacional Son Nhat                               | Emirates                                                        |
| Hanói                     | Aeropuerto Internacional de Nội Bài                             | Emirates                                                        |
| Da Nang                   | Aeropuerto Internacional de Da Nang                             | Emirates (Inicia 2 de junio de 2025)                            |
| Europa                    |                                                                 |                                                                 |
| Albania                   |                                                                 |                                                                 |
| Tirana                    | Aeropuerto Internacional de Tirana-Madre Teresa                 | flydubai                                                        |
| Alemania                  |                                                                 |                                                                 |
| Berlín                    | Aeropuerto de Berlín-Brandeburgo Willy Brandt                   | Eurowings (Estacional) / Condor                                 |
| Düsseldorf                | Aeropuerto Internacional de Düsseldorf                          | Emirates                                                        |
| Fráncfort del Meno        | Aeropuerto de Fráncfort del Meno                                | Emirates / Lufthansa                                            |
| Hamburgo                  | Aeropuerto de Hamburgo                                          | Emirates                                                        |
| Múnich                    | Aeropuerto Internacional de Múnich-Franz Josef Strauss          | Emirates                                                        |
| Austria                   |                                                                 |                                                                 |
| Salzburgo                 | Aeropuerto de Salzburgo                                         | flydubai                                                        |
| Viena                     | Aeropuerto de Viena-Schwechat                                   | Emirates                                                        |
| Bélgica                   |                                                                 |                                                                 |
| Bruselas                  | Aeropuerto de Bruselas                                          | Emirates                                                        |
| Bielorrusia               |                                                                 |                                                                 |
| Minsk                     | Aeropuerto Internacional de Minsk                               | Belavia                                                         |
| Bosnia y Herzegovina      |                                                                 |                                                                 |
| Sarajevo                  | Aeropuerto Internacional de Sarajevo                            | flydubai                                                        |
| Bulgaria                  |                                                                 |                                                                 |
| Sofía                     | Aeropuerto de Sofía                                             | flydubai                                                        |
| Croacia                   |                                                                 |                                                                 |
| Dubrovnik                 | Aeropuerto de Dubrovnik                                         | flydubai (Estacional)                                           |
| Zagreb                    | Aeropuerto de Zagreb-Franjo Tuđman                              | flydubai                                                        |
| Dinamarca                 |                                                                 |                                                                 |
| Copenhague                | Aeropuerto de Copenhague-Kastrup                                | Emirates                                                        |
| Eslovenia                 |                                                                 |                                                                 |
| Liubliana                 | Aeropuerto de Liubliana                                         | flydubai                                                        |
| España                    |                                                                 |                                                                 |
| Barcelona                 | Aeropuerto Josep Tarradellas Barcelona-El Prat                  | Emirates                                                        |
| Madrid                    | Aeropuerto Adolfo Suárez Madrid-Barajas                         | Emirates                                                        |
| Estonia                   |                                                                 |                                                                 |
| Tallin                    | Aeropuerto de Tallin-Lennart Meri                               | flydubai                                                        |
| Finlandia                 |                                                                 |                                                                 |
| Helsinki                  | Aeropuerto de Helsinki-Vantaa                                   | Finnair (Estacional)                                            |
| Francia                   |                                                                 |                                                                 |
| Lyon                      | Aeropuerto de Lyon-Saint Exupéry                                | Emirates                                                        |
| Niza                      | Aeropuerto de Niza-Costa Azul                                   | Emirates                                                        |
| París                     | Aeropuerto de París-Charles de Gaulle                           | Air France / Emirates                                           |
| Grecia                    |                                                                 |                                                                 |
| Atenas                    | Aeropuerto Internacional Eleftherios Venizelos                  | Emirates                                                        |
| Corfú                     | Aeropuerto Internacional de Corfú-Ioannis Kapodistrias          | flydubai (Estacional)                                           |
| Míconos                   | Aeropuerto Nacional de Míconos                                  | flydubai (Estacional)                                           |
| Santorini                 | Aeropuerto Nacional de Santorini (Thira)                        | flydubai (Estacional)                                           |
| Hungría                   |                                                                 |                                                                 |
| Budapest                  | Aeropuerto Internacional de Budapest-Ferenc Liszt               | Emirates / flydubai                                             |
| Irlanda                   |                                                                 |                                                                 |
| Dublín                    | Aeropuerto de Dublín                                            | Emirates                                                        |
| Italia                    |                                                                 |                                                                 |
| Bérgamo                   | Aeropuerto de Bérgamo-Orio al Serio                             | flydubai                                                        |
| Bolonia                   | Aeropuerto de Bolonia                                           | Emirates                                                        |
| Cagliari                  | Aeropuerto de Cagliari-Elmas                                    | flydubai (Estacional)                                           |
| Catania                   | Aeropuerto de Catania-Fontanarossa                              | flydubai                                                        |
| Milán                     | Aeropuerto de Milán-Malpensa                                    | Emirates                                                        |
| Nápoles                   | Aeropuerto de Nápoles-Capodichino                               | flydubai                                                        |
| Olbia                     | Aeropuerto de Olbia-Costa Smeralda                              | flydubai (Estacional)                                           |
| Pisa                      | Aeropuerto de Pisa                                              | flydubai                                                        |
| Roma                      | Aeropuerto de Roma-Fiumicino                                    | Emirates / ITA Airways                                          |
| Venecia                   | Aeropuerto Internacional Marco Polo                             | Emirates                                                        |
| Letonia                   |                                                                 |                                                                 |
| Riga                      | Aeropuerto Internacional de Riga                                | flydubai                                                        |
| Lituania                  |                                                                 |                                                                 |
| Vilna                     | Aeropuerto de Vilna                                             | flydubai                                                        |
| Malta                     |                                                                 |                                                                 |
| La Valeta                 | Aeropuerto Internacional de Malta                               | Emirates (Vía LCA)                                              |
| Montenegro                |                                                                 |                                                                 |
| Tivat                     | Aeropuerto de Tivat                                             | flydubai (Estacional)                                           |
| Noruega                   |                                                                 |                                                                 |
| Oslo                      | Aeropuerto de Oslo-Gardermoen                                   | Emirates                                                        |
| Países Bajos              |                                                                 |                                                                 |
| Ámsterdam                 | Aeropuerto de Ámsterdam-Schiphol                                | Emirates / KLM                                                  |
| Polonia                   |                                                                 |                                                                 |
| Cracovia                  | Aeropuerto de Cracovia-Juan Pablo II                            | flydubai                                                        |
| Poznań                    | Aeropuerto de Poznań-Ławica                                     | flydubai                                                        |
| Varsovia                  | Aeropuerto de Varsovia-Chopin                                   | Emirates / flydubai                                             |
| Portugal                  |                                                                 |                                                                 |
| Lisboa                    | Aeropuerto de Lisboa                                            | Emirates                                                        |
| Reino Unido               |                                                                 |                                                                 |
| Birmingham                | Aeropuerto de Birmingham                                        | Emirates                                                        |
| Edimburgo                 | Aeropuerto de Edimburgo                                         | Emirates                                                        |
| Glasgow                   | Aeropuerto Internacional de Glasgow                             | Emirates                                                        |
| Londres                   | Aeropuerto de Londres-Gatwick                                   | Emirates                                                        |
| Londres                   | Aeropuerto de Londres-Heathrow                                  | British Airways / Emirates \|                                   |
| Londres                   | Aeropuerto de Londres-Stansted                                  | Emirates                                                        |
| Mánchester                | Aeropuerto de Mánchester                                        | Emirates                                                        |
| Newcastle upon Tyne       | Aeropuerto de Newcastle upon Tyne                               | Emirates                                                        |
| República Checa           |                                                                 |                                                                 |
| Praga                     | Aeropuerto de Praga                                             | Emirates / flydubai                                             |
| Rumanía                   |                                                                 |                                                                 |
| Bucarest                  | Aeropuerto Internacional de Bucarest-Henri Coandă               | flydubai                                                        |
| Rusia                     |                                                                 |                                                                 |
| Ekaterimburgo             | Aeropuerto de Ekaterimburgo-Koltsovo                            | flydubai                                                        |
| Grozni                    | Aeropuerto de Grozni                                            | flydubai                                                        |
| Kazán                     | Aeropuerto Internacional de Kazán                               | flydubai (Estacional)                                           |
| Majachkalá                | Aeropuerto de Majachkalá-Uytash                                 | flydubai                                                        |
| Mineralnye Vody           | Aeropuerto de Mineralnye Vody                                   | flydubai                                                        |
| Moscú                     | Aeropuerto Internacional de Moscú-Domodédovo                    | Emirates                                                        |
| Moscú                     | Aeropuerto Internacional de Moscú-Sheremétievo                  | Aeroflot                                                        |
| Moscú                     | Aeropuerto Internacional de Moscú-Vnúkovo                       | flydubai                                                        |
| Moscú                     | Aeropuerto Internacional de Moscú-Zhukovski                     | flydubai                                                        |
| Novosibirsk               | Aeropuerto Internacional de Novosibirsk-Tolmachevo              | flydubai / S7 Airlines                                          |
| Perm                      | Aeropuerto Internacional de Perm-Bolshoye Sávino                | flydubai                                                        |
| Samara                    | Aeropuerto Internacional de Samara-Kurúmoch                     | flydubai                                                        |
| San Petersburgo           | Aeropuerto Internacional Púlkovo                                | Emirates / flydubai                                             |
| Sochi                     | Aeropuerto Internacional de Sochi                               | flydubai (Estacional)                                           |
| Ufá                       | Aeropuerto Internacional de Ufá                                 | flydubai                                                        |
| Volgogrado                | Aeropuerto Internacional de Volgogrado                          | flydubai                                                        |
| Serbia                    |                                                                 |                                                                 |
| Belgrado                  | Aeropuerto de Belgrado                                          | flydubai                                                        |
| Suecia                    |                                                                 |                                                                 |
| Estocolmo                 | Aeropuerto de Estocolmo-Arlanda                                 | Emirates                                                        |
| Suiza                     |                                                                 |                                                                 |
| Ginebra                   | Aeropuerto Internacional de Ginebra                             | Emirates                                                        |
| Zúrich                    | Aeropuerto Internacional de Zúrich                              | Emirates / Swiss                                                |
| Suiza Francia Alemania    |                                                                 |                                                                 |
| Basilea/Mulhouse/Friburgo | Aeropuerto de Basilea-Mulhouse-Friburgo                         | flydubai                                                        |
| Oceanía                   |                                                                 |                                                                 |
| Australia                 |                                                                 |                                                                 |
| Adelaida                  | Aeropuerto Internacional de Adelaida                            | Emirates                                                        |
| Brisbane                  | Aeropuerto de Brisbane                                          | Emirates                                                        |
| Melbourne                 | Aeropuerto Internacional Tullamarine                            | Emirates (Directo o Vía SIN)                                    |
| Perth                     | Aeropuerto de Perth                                             | Emirates                                                        |
| Sídney                    | Aeropuerto Internacional Kingsford Smith                        | Emirates                                                        |
| Nueva Zelanda             |                                                                 |                                                                 |
| Auckland                  | Aeropuerto Internacional de Auckland                            | Emirates (Directo o Vía DPS)                                    |
| Christchurch              | Aeropuerto Internacional de Christchurch                        | Emirates (Vía SYD)                                              |

## Estadísticas

### Tráfico anual
Ver fuente y consulta Wikidata.

## Aeropuertos cercanos
Los aeropuertos más cercanos son:
- Aeropuerto Internacional de Sharjah (16 km)
- Aeropuerto Internacional de Ras Al Khaimah (71km)
- Aeropuerto Internacional de Fuyaira (99 km)
- Aeropuerto Internacional de Abu Dabi (115 km)
- Aeropuerto Internacional de Al Ain (118km)